# Lapusnyik Béla
Lapusnyik Béla (Endrőd, 1938. január 1. – Bécs, 1962. június 4.) magyar hírszerző, aki Ausztriába disszidált és a csehszlovák titkosszolgálat megmérgezte.

## Élete
1938-ban született Endrődön, szegény paraszti család hatodik, legkisebb gyerekeként. 1945-ben családja Budakalászra költözött, Béla itt járt általános iskolába. 1953-tól a Budakalászi Textilműveknél dolgozott, előbb segédmunkásként, majd hengerszerelőként; 1954-ben segédművezetővé nevezték ki. 1951-tól tagja volt a Dolgozó Ifjúság Szövetségének, 1957-ben belépett ennek utódszervezetébe a KISZ-be, majd az MSZMP-be is. Rövid ideig tagja volt a Munkásőrségnek. 1958-tól a Honvédségnél polgári alkalmazottként a Páncélos és Gépjárműtechnikai Csoportfőnökség parancsnokságán a teherautók nyilvántartását vezette. Jól futballozott, a Budapesti Honvédnél játszott. 
1959 augusztusában Jamrich József, a Belügyminisztérium Politikai Nyomozó Főosztályának hírszerző alezredese ajánlására operatív beosztottként felvették a főosztályra. Feladata a nyugati országokból érkezett turisták, delegációk megfigyelése volt. Ehhez be kellett jutnia a nyugati turisták kedvelt szórakozóhelyeire is, ezért elegáns ruhákat kapott, megtérítették a költségeit és beköltözhetett a Belügyminisztérium egyik konspirációs lakásába is. Életmódja alapvetően megváltozott, sokat költött a szórakozóhelyeken (szolgálaton kívül is, ezért ismerőseitől kölcsönkéregetett), válogatás nélkül bonyolódott szexuális kalandokba (diáklányoktól rendőr őrnagy feleségén keresztül vendégszereplő párizsi jégrevü táncosnőjéig gyűjtötte a trófeákat), tanulmányait elhanyagolta. Homoszexuális férfiakkal ismerkedett, majd amikor azok kezdeményeztek nála, megmutatta rendőrigazolványát és megzsarolta őket (a törvény ekkor büntette a "természet elleni fajtalanságot"). Két éves szolgálata alatt négyszer kapott megrovást fegyelmezetlenségért és parancsmegtagadásért. 1962 januárjában határozat született az elbocsátásáról. A folyamat hónapokig elhúzódott, azalatt Lapusnyik (aki nem kapta az általa kért minisztériumi futári állást, helyette gyári munkásnak küldték volna) előkészítette disszidálását. Futballedzőjétől kölcsönkérte motorkerékpárját, magához vette bátyja pisztolyát, majd május 8-án az osztrák határ felé indult. Este 9-re ért Hegyeshalomra, ahol az őt korábbról már ismerő határőrtisztnek elmondta, hogy egy nyugatnémet állampolgárt vár, őt kell Győrbe kísérnie. Éjjel háromnegyed 12-kor Lapusnyik váratlanul átugrotta a határsorompót és a határőrökre lőve (egyiküket vállon találta) átfutott Ausztriába és ott politikai menedékjogot kért. 
Bécsbe szállították, ahol a politikai rendőrség kihallgatta. Lapusnyik rendkívül értékes hírszerzési információkkal szolgált nekik, a kabátja bélésébe varrva magával hozta a magyar Belügyminisztérium Ausztriában működő titkosügynökeinek névsorát, elárulta az általuk használt módszereket, a valutacsempész eljárását, a titkos átjárókat a határzáron. Disszidálása súlyos károkat okozott a magyar hírszerzésnek, amely ezután visszahívta valamennyi ügynökét, akikről Lapusnyik tudhatott és lefújta a nyugati fedett akciókat is.   
Június 2-án a rendőrségi fogházban formális őrizet alatt tartott Lapusnyik rosszul lett. Kórházba szállították, de állapota folyamatosan romlott és június 4-én meghalt. Az orvosok szerint halálát agyvérzés okozhatta, de a sajtóban már akkor mindenki mérgezésként kezelte az ügyet. 1966-ban a disszidáló hírszerző tiszt, Szabó László meghallgatásán elárulta, hogy Lapusnyikot a csehszlovák hírszerző szolgálat mérgezte meg. A rendszerváltás után kiderült, hogy a tettes valószínűleg a Szegymicska fedőnevű ügynök volt, akire szovjet közvetítéssel bízták az ügyet. 1981-ben a bécsi Kurier azt közölte, hogy a gyilkos a csehszlovák titkosszolgálat 7. számú ügynöke volt. 2010-ben Borisz Volodarszkij volt KGB-ügynök könyvében azt állította, dimetil-szulfátot használva mérgezték meg a disszidens magyar belügyest.  